# Snoop Dogg
Calvin Cordozar Broadus, Jr. (Long Beach, 20 de outubro de 1971), mais conhecido pelo seu nome artístico Snoop Dogg (anteriormente Snoop Doggy Dogg), é um rapper, compositor, produtor musical e ator estadunidense. Enraizado no hip-hop da Costa Oeste, ele é amplamente considerado um dos maiores e mais influentes rappers de todos os tempos. Conhecido por suas letras arrastadas e características—que frequentemente usam rimas melódicas, repetições, jogo de palavras, frases lacônicas, síncopes e aliterações—sua música frequentemente aborda o estilo de vida e a cultura da Costa Oeste e questões sociais como violência armada e estabilidade para os jovens.
Sua fama inicial remonta a 1992, após fazer uma participação especial no single de estreia de Dr. Dre, "Deep Cover", e posteriormente no álbum de estreia de Dre, The Chronic, no mesmo ano. Desde então, Snoop Dogg já vendeu mais de 23 milhões de álbuns nos Estados Unidos, e 35 milhões de álbuns mundialmente. Seus conquistas incluem um American Music Award, um Primetime Emmy Award e 17 indicações ao Grammy Awards.
Inteiramente produzido por Dr. Dre, o álbum de estreia de Snoop Dogg, Doggystyle (1993), foi lançado  através da Death Row Records e estreou no topo da Billboard 200. Vendendo 806.000 cópias em sua primeira semana, o álbum recebeu o certificado de platina quádrupla da Recording Industry Association of America (RIAA) e produziu os sucessos "What's My Name?" e "Gin and Juice", que alcançaram o top dez da Billboard Hot 100. Ele foi o principal intérprete da trilha sonora do curta-metragem Murder Was the Case (1994), onde Snoop Dogg fez sua estreia como ator. Ele desde então apareceu em outros filmes e mídias populares. Seu segundo álbum, Tha Doggfather (1996), estreou no top da tabela de álbuns estadunidense e adquiriu o certificado de platina dupla da RIAA.
Em 1998, ele saiu da Death Row e assinou com a No Limit Records de Master P, através da qual ele viu um sucesso contínuo com seus álbuns Da Game Is to Be Sold, Not to Be Told (1998), No Limit Top Dogg (1999) e Tha Last Meal (2000). Ele então assinou com a Priority, Capitol e EMI Records para lançar seu sexto álbum, Paid tha Cost to Be da Boss (2002), que obteve bom desempenho comercial. Isso efetivamente continuou após ele assinar com a Geffen Records para lançar seus próximos três álbuns: R&G (Rhythm & Gangsta): The Masterpiece (2004), Tha Blue Carpet Treatment (2006) e Ego Trippin' (2008); o primeiro produziu o grande sucesso "Drop It Like It's Hot" (colaboração com Pharrell Williams), que se tornou sua primeira canção a liderar a Billboard Hot 100. Ele então retornou à Priority e à Capitol—após sua contratação como presidente da antiga gravadora—para lançar seus décimo e décimo primeiro álbuns, Malice 'n Wonderland (2009) e Doggumentary (2011), ambos com resposta crítica e comercial moderada.
Em 2012, após uma viagem à Jamaica, Snoop Dogg se converteu ao Rastafari e adotou o pseudônimo Snoop Lion, sob o qual lançou um álbum de reggae, Reincarnated (2013), e um documentário homônimo sobre sua experiência jamaicana. Seu décimo terceiro álbum de estúdio, Bush (2015), foi produzido inteiramente por Pharrell, colaborador frequente. Seu décimo quarto álbum de estúdio, Coolaid, foi lançado em 2016. Em 2018, Snoop Dogg se tornou um "cristão renascido" e lançou seu primeiro álbum gospel, Bible of Love, em março daquele ano. Também naquele ano, Snoop Dogg foi premiado com uma estrela na Calçada da Fama de Hollywood. Em 2022, ele adquiriu a Death Row Records do MNRK Music Group (anteriormente conhecido como eOne Music) e lançou seu décimo nono álbum de estúdio, BODR (2022)—precedido pelos lançamentos independentes I Wanna Thank Me (2019) e From tha Streets 2 tha Suites (2021). Em 13 de dezembro de 2024, ele lançou seu vigésimo álbum de estúdio, Missionary, que tornou-se seu álbum de maior sucesso nas paradas desde 2015, chegando ao top 20 da Billboard 200.

## Biografia
Snoop Dogg nasceu em Long Beach, California, o segundo de três filhos, Sua mãe é Beverly Broadus (née Tate, nascida em 27 de abril de 1951,em McComb, Mississippi) e seu pai é Vernall Varnado (nascido em 13 de dezembro de 1949,em Magnolia, Mississippi), um veterano do Vietnã, cantor e carteiro, mencionado por Doggy como frequentemente ausente de sua vida. Batizado com o nome do seu padrasto, ganhou o apelido de "Snoop" de sua mãe e adotou o nome artístico de "Snoop Doggy Dogg" quando começou a gravar.
De maneira precoce Calvin começou a cantar e tocar piano no coral da igreja da cidade. Em sua infância e adolescência o artista cursou o segundo grau na Long Beach Polytechnic High School, se formando em 1989.
Quando adolescente, Snoop Dogg frequentemente teve problemas com a lei. Era um membro da 20 Crips Rollin ' gangue da Costa Oeste de Long Beach, embora ele declarou em 1993 que nunca se juntou a uma gangue. Pouco depois de terminar o colegial, ele foi preso por posse de cocaína, e durante os três anos seguintes, era frequentemente preso. Snoop, junto com seus primos Nate Dogg, L-S(eliseu) e seu amigo Warrenl, gravaram as primeiras fitas demo do seu primeiro grupo chamado 213. Após ouvir alguns freestyles de Snoop Dr. Dre telefonou para convidá-lo para uma audição. O ex-membro do N.W.A. The DOC ensinou-lhe como estruturar suas letras e separar as temáticas em versos, ganchos e coro.

## Carreira musical

### 1992–1997: Inicio

#### Primeiras aparições
Quando começou a gravar Calvin passou a usar o nome artístico de Snoop Doggy Dogg, entrou no mundo do rap como um orgulhoso representante da Costa Oeste dos Estados Unidos. Em 1992, quando ele surgiu, a costa oeste era conhecida por rappers como Eazy-E, Dr. Dre, Ice Cube e Ice T, artistas considerados inteligentes e da linha gangsta rap, que pintavam um retrato realista e perturbador da vida.
Os fãs de hip hop ouviram o estilo malandro de Snoop Dogg pela primeira vez na canção de Dr. Dre, "Deep Cover". Depois, ele apareceu no álbum clássico de Dre, The Chronic, em que interpreta os sucessos "Nuthin' but a 'G' Thang", "Dre Day", "Let Me Ride" e muitas outras colaborações que reuniu os dois rappers ao longo dos anos. Além da amizade com Dre, é notória também a sua amizade com o rapper Tupac Shakur que chegou a compor músicas com ele quando ainda gravava pela Death Row Records.

### Doggystyle
Seu primeiro lançamento, foi o álbum Doggystyle, um clássico de Gangsta rap e G-funk, lançado pelo célebre Gravadora de hip hop, Death Row Records, do magnata Suge Knight. lançada em 23 de Novembro de 1993. O disco foi gravado logo após o lançamento do álbum de estreia de Dr. Dre, The Chronic, no qual Snoop Dogg contribuiu significativamente. Os críticos elogiaram o artista pelo seu "realismo lírico" e seu fluxo vocal distinto.
Apesar de inicialmente ter recebido algumas críticas mistas após seu lançamento, Doggystyle é considerado um dos álbuns mais importantes da música na década de 1990, bem como um dos álbuns de Hip Hop mais importantes já lançado. Com estilo muito parecido com o álbum de estreia de Dre, fez com que Doggystyle fosse um dos impulsionadores do G-funk no Mainstream americano, e tornou o West Coast hip hop uma força dominante nas rádios no início dos anos 1990. Em maio de 1994 a Recording Industry Association of America certificou o álbum como quadrupla platina, sendo o álbum de Snoop mais vendido no país.
Doggystyle foi um sucesso absoluto em sua semana de estreia, vendendo incríveis 802 858, alcançando o recorde de vendas para um artista estreante, e também o álbum de Hip Hop com maior vendagem na primeira semana, perdendo o posto sete anos depois para The Marshall Mathers LP, do rapper Eminem. Além dos recordes de vendas o disco estreou na primeira posição na Billboard 200, na qual permaneceu na liderança por três semanas não consecutivas, e por cinco semanas na Billboard R&B/Hip-Hop Albums. Doggystyle foi incluído na lista da revista The Source como um dos 100 Melhores Álbuns Rap, bem como na lista da Rolling Stone dos Álbuns Essenciais da década de 1990. O site About.com incluiu o disco na decima nona posição na lista dos melhores álbuns de hip hop/rap de todos os tempos. antes mesmo de ser lançado já era um sucesso com encomendas antecipadas de 1 500 000 de unidades.
Este álbum rendeu dois singles top dez na Billboard Hot 100 para Snoop Dogg, Who Am I (What's My Name?) e Gin and Juice, ambos chegaram a oitava posição na parada musical, e a liderança na da Billboard Rap Songs. Ambos singles foram certificados Ouro pela Recording Industry Association of America. O terceiro single Doggy Dogg World, teve desempenho comercial inferior ao anteriores, porem chegou a posição 46º Billboard Hot 100 Airplay e a vigésima quinta na R&B/Hip-Hop Songs. O disco teve outras faixas de sucesso nas paradas musicais, como Lodi Dodi e Murder Was the Case.

### Murder Was the Case
Murder Was The Case é um álbum, filme e trilha sonora de curta estrelado por Snoop Dogg de 1994. O filme de 18 minutos foi dirigido por Dr. Dre e Five Freddy Fab e narra a morte fictícia de Snoop Dogg e sua ressurreição depois de fazer um pacto com o Diabo.
Na semana seguinte, ele ficou no topo com 197 000 cópias vendidas e foi certificado ouro. O álbum é disco de platina 2x com 2 030 000 cópias vendidas. O single "What Would You Do" foi incluída na trilha sonora de Natural Born Killers e foi nomeado para o Grammy de Melhor Performance de Rap por um Duo ou Grupo nos 38 º Grammy Awards em 1996. O álbum foi relançado com um DVD bônus contendo três vídeos de música em 11 de julho de 2006
A Banda Sonora que contou com a participação de rapper's como, Dr. Dre, Ice Cube, DPG entre outros.

### Tha Doggfather
Seu segundo álbum Tha Doggfather foi lançado a 12 de Novembro de 1996 pela Death Row/Interscope Records. O álbum relançado em 11 de Julho de 2005. Snoop passou muito do ano de 1995 se preparando para seu caso, que finalmente foi para julgamento no final de 1995. Em Fevereiro de 1996, ele foi inocentado de todas as acusações e começou a trabalhar em seu segundo álbum, desta vez sem Dr. Dre como produtor. Este foi o último álbum de Snoop na Death Row Records.
Apesar do álbum estrear em primeiro lugar nas paradas na primeira semana de lançamento com 478 971 cópias vendidas, não conseguiu o mesmo sucesso de Doggystyle, lançado 3 anos atrás. Parte da razão do sucesso moderado de Tha Doggfather foi o declínio do gangsta rap. 2Pac, que era amigo de Snoop, faleceu semanas antes do lançamento de Tha Doggfather, e Dre tinha deixado a Death Row para seu parceiro Suge Knight, que tinha sido indiciado por acusações de extorsão no final de 1996. Consequentemente, o segundo álbum de Snoop se perdeu na confusão, parando nas vendas de dois milhões, que eram disapontantes para um superstar. Foi lançado uma semana antes de outro disco da Death Row, o primeiro álbum póstumo do falecido rapper 2Pac: The Don Killuminati: The 7 Day Theory, que também estreou em primeiro lugar. Snoop continuou uma estrela, mas ele já não tinha a influência que ele tinha apenas dois anos antes. Em 1997, após o contrato de Snoop com a Death Row expirar, este sai da gravadora indo parar na No Limit de Master P.
tendo como singles os hits Snoop's Upside Ya Head, Vapors e Doggfather.

### Da Game Is to Be Sold, Not to Be Told
Da Game Is to Be Sold, Not to Be Told é o terceiro álbum de estúdio do rapper Snoop Dogg, lançado pela No Limit Records em 4 de Agosto de 1998. É seu primeiro álbum depois de sua partida da Death Row Records. Também foi seu primeiro álbum a ser lançado sob uma pequena mudança de nome para "Snoop Dogg".
O álbum estreou em número um na parada de álbuns Billboard 200 com 520 000 cópias vendidas na semana de lançamento, e continuou no topo na semana seguinte vendendo adicionais 246 000 unidades de acordo com a SoundScan. Continuou no top dez por cinco semanas; assim foi rapidamente certificado platina dupla mais tarde naquele ano. O álbum apresentou na maioria artistas da No Limit e foi uma mudança dos primeiros álbuns de Snoop que eram estritamente West Coast.
Teve dois singles expressivos, sendo eles Still a G Thang e Woof!

### No Limit Top Dogg
No Limit Top Dogg é o quarto álbum de estúdio do rapper Snoop Dogg. É o seu segundo álbum lançado pela No Limit Records e o primeiro lançado pela sua própria gravadora, Doggystyle Records. Foi lançado em 11 de Maio de 1999 e apresenta o hit single "Bitch Please" com a participação de Xzibit e Nate Dogg e produzido por Dr. Dre. As 187 400 cópias vendidas na primeira semana o fizeram pular para o #2 na parada Billboard 200, somente atrás do álbum auto titulado de Ricky Martin, que vendeu 661 000 cópias. Apesar de ter sido o primeiro álbum de Snoop que não estreou em #1 e ter fortes vendas na primeira semana (provavelmente por causa do altamente antecipado álbum de Ricky Martin), ele eventualmente vendeu 1 503 865 cópias em 1999, então sendo certificado disco de Platina.

### Tha Last Meal
Tha Last Meal O disco vendeu mais de 397 mil cópias na primeira semana de venda, e teve como singles os hits, Snoop Dogg (What's My Name Pt. 2), Lay Low, Hennesey n Buddah e Losin’ Control. Esse álbum alcançou a #4 colocação na Billboard 200 e a #1 na Billboard Top R&B/Hip-Hop Albums. o álbum vendeu mais de 1 000 000 de copias, sendo certificado como disco de Platina
Em 18 de maio e outubro de 2001, Snoop Dogg foi multado e preso por porte de maconha.

### Paid tha Cost to Be da Boss

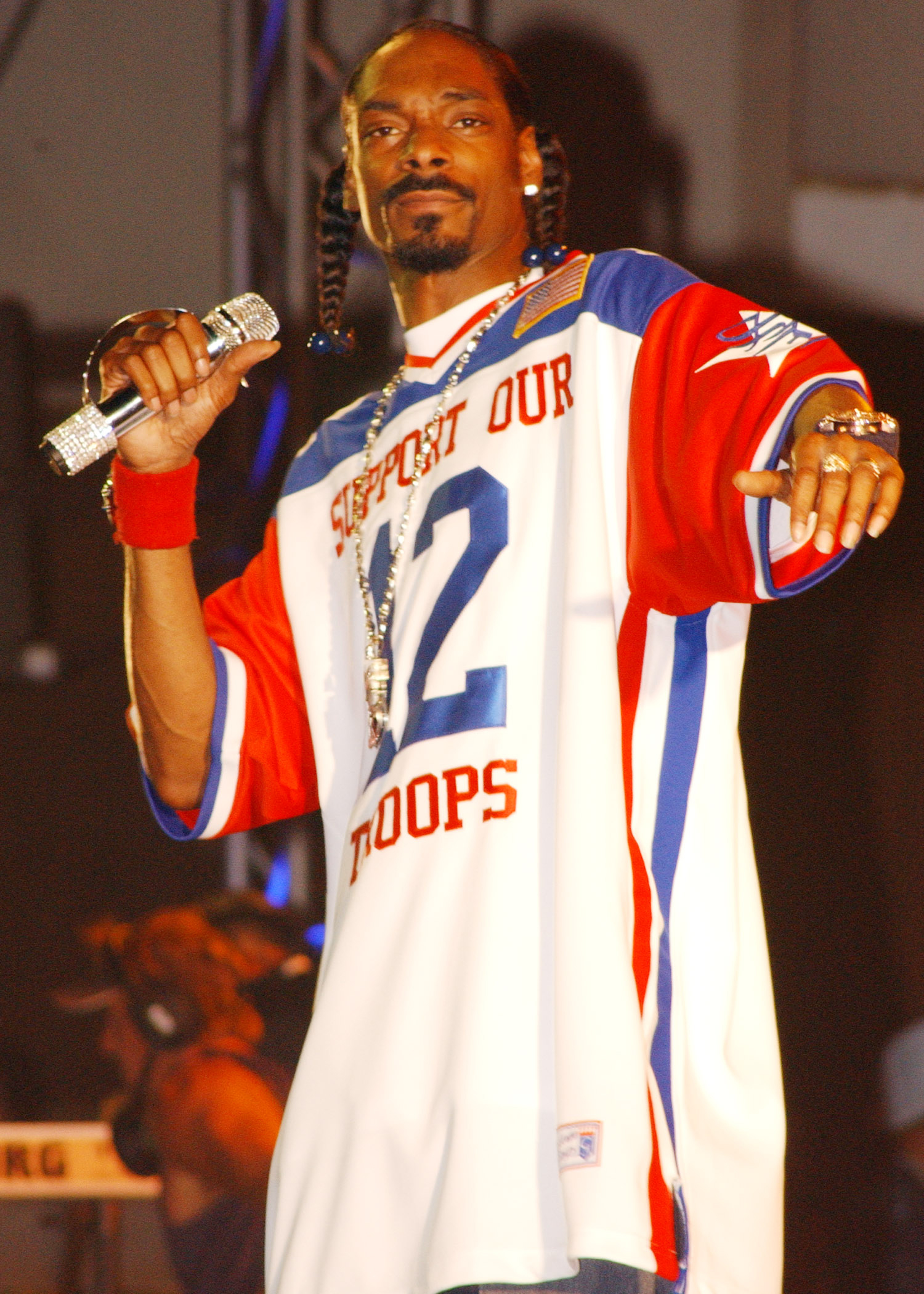
Snoop Dogg em um show no Hawaii em 2005

Em 2002 o rapper passou para a Priority/Capitol e lançou Paid tha Cost to Be da Boss, que teve como maior êxito o tema "Beautiful", cujo videoclipe foi filmado no Brasil (no Rio de Janeiro), e que contou com a participação de Pharrell Williams, do grupo The Neptunes que também teve participação no single From tha Chuuuch to da Palace.Fundou seu próprio selo, Doggystyle Records, distribuído pela MCA, e uma grife de roupas, a Snoop Dogg Clothing.
Seu lado cômico lhe proporcionou uma série de papéis em filmes como Baby Boy, de John Singleton, Dia de Treinamento, com Denzel Washington, Confusões no Lava-Jato (que também conta com participação de Eminem e Dr. Dre), e o filme de terror Bones, entre outros.
Snoop foi estrela do filme Baby Boy — O Dono da Rua juntamente com Tyrese Gibson, por muitos o filme e considerado uma continuação do sucesso de Boyz n the Hood: Os Donos da Rua estrelado por Laurence Fishburne, Ice Cube e Cuba Gooding, Jr..
A trilha sonora desse filme alcançou a posição 41 na Billboard 200 e teve como principal faixa o single Just a Baby Boy interpretada por Snoop, Tyrese & Mr. Tan, o single alcançou a posição 90 na 'Billboard Hot 100 e 40 na Billboard R&B/Hip-Hop Songs.
Em 2003, Snoop Dogg cantou no programa americano MTV Icon a música Sad but True, do Metallica.

### R&G (Rhythm & Gangsta): The Masterpiece
Em 2004 lançou o seu trabalho R&G (Rhythm & Gangsta): The Masterpiece, do qual já se extraíram os singles "Drop It Like It's Hot" que permaneceu três semanas na primeira posição da Billboard Hot 100 e dez semanas na primeira posição da Billboard Rap Songs e que posteriormente foi escolhida a canção de Rap mais popular da década; "Let's Get Blown", ambos com a participação de Pharrell Williams, e ainda mais "Signs" que conta com a colaboração de Justin Timberlake e Charlie Wilson. O álbum vendeu cerca de 225 000 cópias em sua primeira semana e estreou na sexta posição na Billboard 200. Ele vendeu cerca de 1,7 milhão de cópias nos Estados Unidos da América de acordo com o SoundScan. Recebeu três estrelas da revista Rolling Stone e também três pela Uncut, e foi certificado álbum Platina pela RIAA.

### Tha Blue Carpet Treatment
No ano de 2006 lançou o álbum, Tha Blue Carpet Treatment, onde contou com participações de R. Kelly, B-Real, E-40, Game, Akon, Nate Dogg entre outros. Tha Blue Carpet Treatment teve singles como "That's That" (com R. Kelly) numero #20 na Billboar Hot 100, "Vato" (com B-Real), "Drippin' Like Water" (com E-40, Daz Dillinger, MC Eith, Goldie Loc e Kurupt, "Boss Life" com Akon na versão do disco e na versão do videoclipe Nate Dogg, e I Wanna Love You #1 na Billboard Hot 100. foi certificado álbum Ouro pela RIAA, vendedo mais de 500 000 copias nos Estados Unidos, o álbum estreou na #5 posição na Billboard 200 e na #2 na Top R&B/Hip-Hop Albums e na Top Rap Albums.
Em 30 de agosto de 2004 Snoop Dogg subiu ao palco com Linkin Park durante a música "Step Up/Nobody's Listening/It's Goin' Down" para adicionar a ela um verso da música "Gin and Juice". Depois do fim desse show foi encontrado fumando maconha no camarim do palco.

### Ego Trippin '
Em 2008 lançou o álbum Ego Trippin' (que vendeu 400 000 cópias em os EUA), o principal single do seu nono álbum foi Sexual Eruption que alcançou a sétima posição na Billboard Hot 100, e o single Life of da Party #105 na Billboard. O álbum vendeu 400 000 copias e alcançou a #3 colocação na Billboard 200 e na #2 na Top R&B/Hip-Hop Albums e na Top Rap Albums.
Outras faixas notáveis são, a música "Neva Have 2 Worry" que por sua vez teve a participação de Uncle Chucc, "My Medicine" com Willie Nelson que homenageava Johnny Cash, e "Those Gurlz" que ganhou um prêmio como melhor vídeo, no dia 29 de Julho de 2008, pela BET's 106 & Park.[carece de fontes?]

### Malice n Wonderland
Seu décimo álbum de estúdio, Malice n Wonderland, foi lançado em 8 de dezembro de 2009. O primeiro single do álbum, " Gangsta Luv ", com The-Dream, alcançou a posição no. 35 na Billboard Hot 100. O álbum estreou no n º 23 na Billboard 200, vendendo 61 000 cópias na primeira semana, tornando-se o seu álbum de menor vendas. Seu terceiro single, " I Wanna Rock ", atingiu um pico de no. 41 na Billboard Hot 100. o quarto single do Malice n Wonderland, intitulado "Pronto", com Soulja Boy Tell 'Em, foi lançado em iTunes em 1 de dezembro de 2009. Snoop re-lançou o álbum sob o nome de More Malice

### Doggumentary
Em 2010 Snoop participou do grupo Artists for Haiti feito com o objetivo de ajudar as vítimas dos terremotos no Haiti, lançado o single We Are the World 25 for Haiti.
Décimo primeiro álbum de estúdio de Snoop Dogg o Doggumentary (que vendeu 50 000 cópias em na primeira semana). O álbum passou por várias tentativas de títulos incluindo Doggystyle 2: Tha Doggumentary e Doggumentary Music: 0020, antes de ser liberado sob o título final Doggumentary durante março de 2011. Tendo performance melhor que o álbum anterior ficou na oitava colocação na Billboard 200, seus principais singles foram Wet que alcançou a no. 13 na Bubbling Under Hot 100 Singles da Billboard e que posteriormente foi remixada por David Guetta recebendo o nome de Sweat, e Boom que alcançou no. 76 na Billboard hot 100.
Em 2011 em uma de suas passagens pelo Brasil Snoop gravou a canção Obrigado, Brasil que conta com participação do rapper brasileiro Marcelo D2.
Em 12 de Novembro de 2011 Snoop Dogg participou do festival SWU na cidade de Paulínia e cantou seus maiores sucessos.

### Mac & Devin Go to High School
Em 13 de Dezembro de 2011 Snoop Dogg em parceria com Wiz Khalifa lançam o álbum Mac & Devin Go to High School pela editora discográfica Atlantic Records em formato físico e digital. o álbum alcançou a posição 29 na tabela Billboard 200 com aproximante 90 mil exemplares vendidos. O Single Young, Wild & Free alcançou a # 8 colocação no chart da Billboard Hot 100
O álbum estreou na vigésima nona posição da tabela musical americana Billboard 200, com vendas de 38 mil exemplares na primeira semana após o lançamento. No Canadá, Mac & Devin estreou na nonagésima sexta colocação da Canadian Albums Chart. Em 25 de Dezembro de 2011, o álbum já vendeu 59 mil unidades nos Estados Unidos. Em Janeiro de 2012, a banda sonora já registrou vendas superiores a 90 mil cópias nos EUA.

### Reincarnated

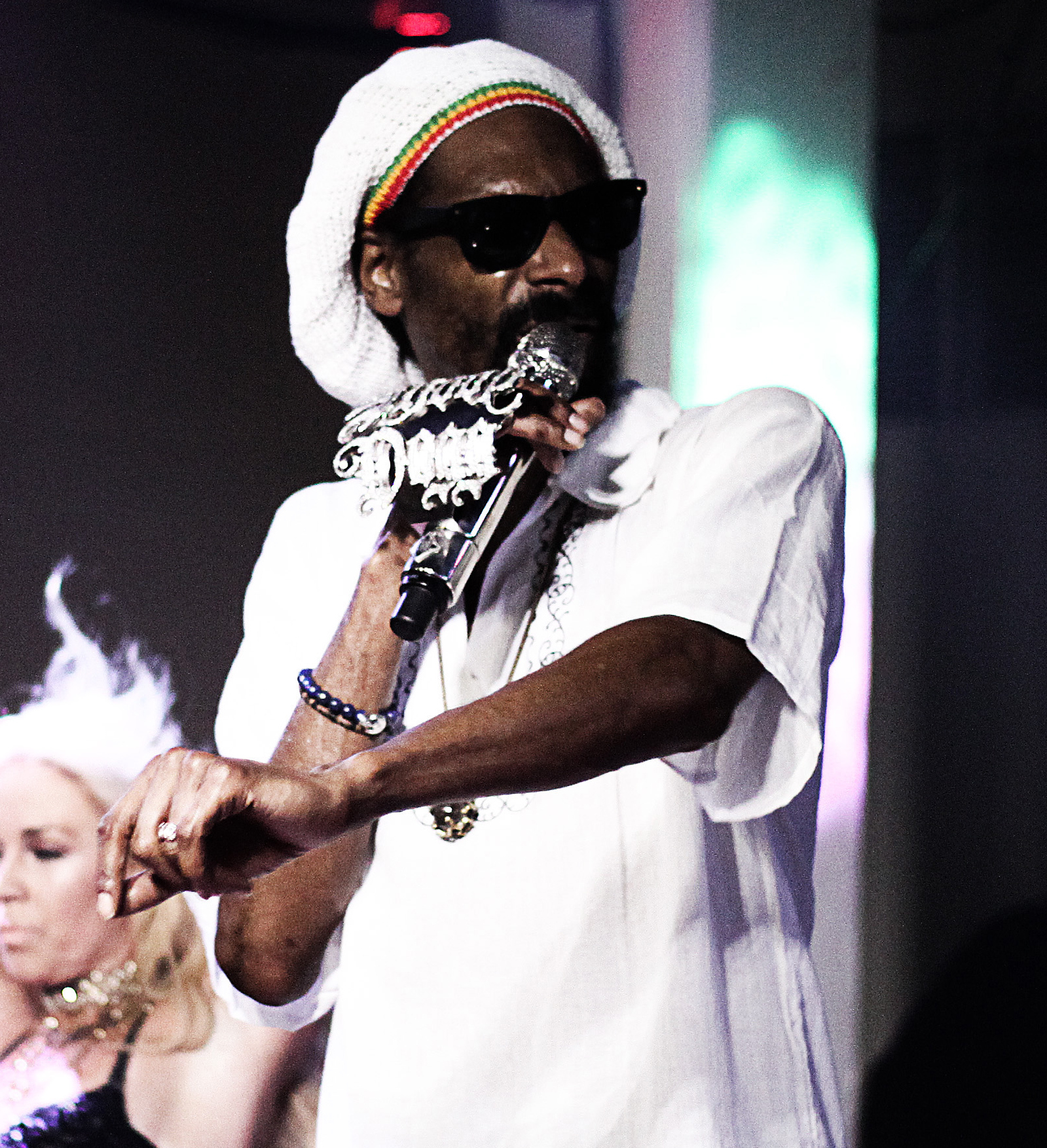
em show como Snoop Lion

Em meados de 2012, após uma viagem à Jamaica, anunciou que vai mudar o nome artístico para Snoop Lion e cantar músicas que "filhos e avós possam ouvir". Em meados de 2013 lançou seu décimo segundo álbum de estúdio o Reincarnated, sendo o seu primeiro de Reggae, e usando a assinatura de Snoop Lion tendo os singles "Here Comes the King", "Lighters Up", "No Guns Allowed", "Ashtrays and Heartbreaks", e "Smoke The Weed". O álbum foi indicado ao 56 º Grammy Awards para a categoria Melhor Álbum Reggae.
O álbum contou com participações de artistas como Drake, Chris Brown, Busta Rhymes, Akon, Rita Ora, Mavado, Popcaan, Mr. Vegas, Collie Buddz e Miley Cyrus, entre outros. A produção do álbum ficou a cargo de Major Lazer, Ariel Rechtshaid, 6Blocc, Dre Crânio, Supa Dups.
O álbum teve desempenho moderado e estreou vendendo cerca de 21 000 cópias nos Estados Unidos. Em sua segunda semana, o álbum vendeu mais de 8 600 cópias. Em sua terceira semana, o álbum vendeu 4 700 mais cópias. Em sua quarta semana o álbum vendeu mais de 2 900 cópias. A partir de 26 de junho de 2013 o álbum vendeu 50 000 cópias nos Estados Unidos. Alcançando a decima sexta posição na Billboard 200, a terceira posição na Billboard Independent Albums, e a primeira posição na Billboard Top Reggae Albums

### 7 Days of Funk
Em Dezembro de 2013 em parceria com o produtor Dâm-Funk Snoop lançou o álbum 7 Days of Funk, tendo como principais singles as canções, Faden Away e Hit Da Pavement, o último foi lançado no dia 9 de Dezembro de 2013 no canal do artista no VEVO.
O álbum recebeu críticas em sua maioria positivas dos críticos especializados, teve uma pontuação média de 74 no Metacritic, baseado em votos de 19 críticos diferentes. Foi escolhido com um dos "25 melhores álbuns de 2013" pela HipHopDX e ganhado quatro estrelas e meia, e ganhado quatro estrelas pelo jornal The New York Times
O álbum teve desempenho razoável nas paradas, chegando a segunda colocação na Billboard Heatseekers Albums, decima quarta na Billboard Rap Albums, e vigésima sétima na Billboard Top R&B/Hip-Hop Albums.

### 2014–presente: Bush, Coolaid, Neva Left e Bible of Love
A partir de agosto de 2014, Snoop passou a divulgar em suas redes sociais informações vagas do que seria seu futuro novo álbum de estúdio. Mais tarde em 28 de agosto de 2014 foi liberado nas redes um vídeo do que seria uma previa de uma das canções trabalho em conjunto entre Snoop e Pharrell. Mais tarde em Setembro de 2014, o rapper anunciou em sua conta no Instagram, que realmente estava pondo em pratica seu novo trabalho em conjunto com Pharrell.
O título do álbum foi divulgado pelo rapper em 7 de janeiro de 2015, divulgando que o mesmo se chamaria Bush na convenção Consumer Electronics Show que ocorreu em Las Vegas.
O álbum foi inteiramente produzido por Pharrell Williams, que já tinha trabalhado em parceria com o rapper nos álbuns Paid tha Cost to Be da Boss de 2002, R&G (Rhythm & Gangsta): The Masterpiece de 2004, Tha Blue Carpet Treatment de 2006, Ego Trippin' de 2008. e algumas poucas faixas do álbum Malice n Wonderland de 2009. Snoop declarou em entrevista que é uma sensação boa estar de volta ao estúdio para produzir seu novo Disco.
Em 13 de junho de 2016, Snoop Dogg anunciou a data de lançamento de seu álbum Coolaid, que foi lançado em 1 de julho de 2016.
Snoop Dogg lançou seu décimo quinto álbum de estúdio Neva Left em maio de 2017.
Ele lançou um álbum gospel intitulado Bible of Love em 16 de março de 2018.
Snoop foi destaque no último álbum do Gorillaz, The Now Now, em uma faixa chamada "Hollywood", com Jamie Principle.

## Projetos paralelos

### The Up in Smoke Tour
Em 2000, juntamente com Dr. Dre, Ice Cube, Eminem, Nate Dogg, Xzibit e outros rappers, Snoop participou da turnê Up in the Smoke Tour. A turnê rodou os Estados Unidos e algumas cidades do Canada tendo durado entre 15 de Junho a 20 de Agosto de 2000. Posteriormente gravado pela Eagle Vision, e lançado como álbum de vídeo. Os shows da turnê foram feitos com base nos álbuns 2001, The Chronic, Doggystyle, The Marshall Mathers LP, No Limit Top Dogg, War & Peace, Vol. 2. Até os dias de hoje é considerada uma das maiores turnês de Hip-Hop da história.

### Tha Dogg Pound

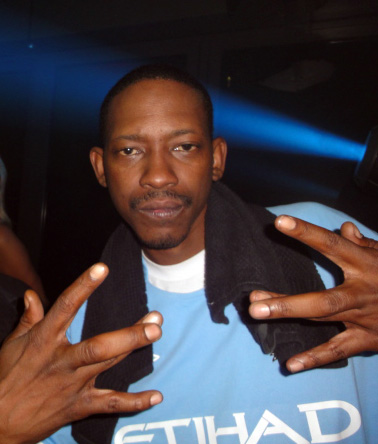
Kurupt membro do DPG

Snoop é membro dos grupos DPGC (abreviação de 'Dogg Pound Gangsta Crips) com qual lançou as Mixtapes That's My Work 1 e Thats My Work 5 entre outras diversas parcerias desde o início de sua carreira no mundo da música, como o single Real Soon. Essa formação do grupo é formada por Snoop juntamente com Daz Dillinger, Kurupt, Nate Dogg e Soopafly.
O nome original do grupo é Tha Dogg Pound, também conhecido como D.P.G. (Dogg Pound Gangstaz) formada apenas por formada por Daz Dillinger e Kurupt. Assim fizeram sua estreia no primeiro álbum de Dr. Dre, The Chronic, de 1992. Também trabalharam no álbum de estreia de Snoop Dogg, Doggystyle. Seu primeiro álbum e talvez seu mais famoso, Dogg Food (1995) vendeu mais de 2 milhões de cópias nos Estados Unidos, assim sendo certificado como disco de Platina dupla pela RIAA.

### Tha Eastsidaz
Juntamente com o grupo Tha Eastsidaz Snoop lançou os álbuns Tha Eastsidaz em 2000 e Duces 'n Trayz: The Old Fashioned Way em 2001, G'd Up sendo o single mais notável desse grupo. Em 2014 o grupo se reuniu para lançar a mixtape Thats My Work 4

### 213
Snoop era membro do supergrupo de grupo 213 formado em 1990, formado por ele mais, Nate Dogg e Warren G, e diluído na mesma época. Em 1996 voltaram a se reunir e gravaram o seu álbum de estreia intitulado The Hard Way lançado em 2004, que alcançou a quarta posição na Billboard 200 e primeira na primeira na Billboard R&B/Hip-Hop Albums esse álbum teve como principal single a faixa "Groupie Luv". posteriormente o grupo lançou o álbum ao vivo 213 — Live in Las Vegas, que contem os principais singles dos três artistas.
O fim do grupo aconteceu em 2011, devido a morte de um de seus integrantes, Nate Dogg devido a complicações dos seus múltiplos derrames no dia 14 de março de 2011. Estava com sérios problemas de saúde, inclusive tendo sofrido dois AVCs num período de quatro anos.
Mesmo em carreira solo os artistas colaboravam entre si, como no caso das faixas "Deeez Nuuuts" do álbum The Chronic de Dr. Dre, "Ain't No Fun (If the Homies Can't Have None)" de Doggystyle e "Groupie" de Tha Doggfather ambos de Snoop Doggy Dogg, "Friends" do álbum G-Funk Classics, Vol. 1 & 2 e Nate Dogg e Regulate do álbum Regulate...G Funk Era de Warren G, entre outras diversas colaborações dos três artistas.

### Outros trabalhos
Em 2014 Snoop lançou a terceira parte da Mixtape a Thats My Work 3 essa tendo como principais singles as canções Gangstas Don't Live That Long, Happy Birthday Pt. 2
Snoop Dogg já participou da indústria pornográfica, lançando dois filmes adultos, sendo eles, Snoop Dogg's Doggystyle e Snoop Dogg's Hustlaz: Diary of a Pimp, em nenhum dos dois filmes Snoop participou de cena de sexo explicito.
O cantor participou de uma brincadeira de dia da mentira feita pelo serviço YouTube em 2016, o qual anunciou o SnoopaVision, que permite os usuários ver o ponto de vista do rapper, filmado em 360 graus, em alguns vídeos.

## Problemas com a lei

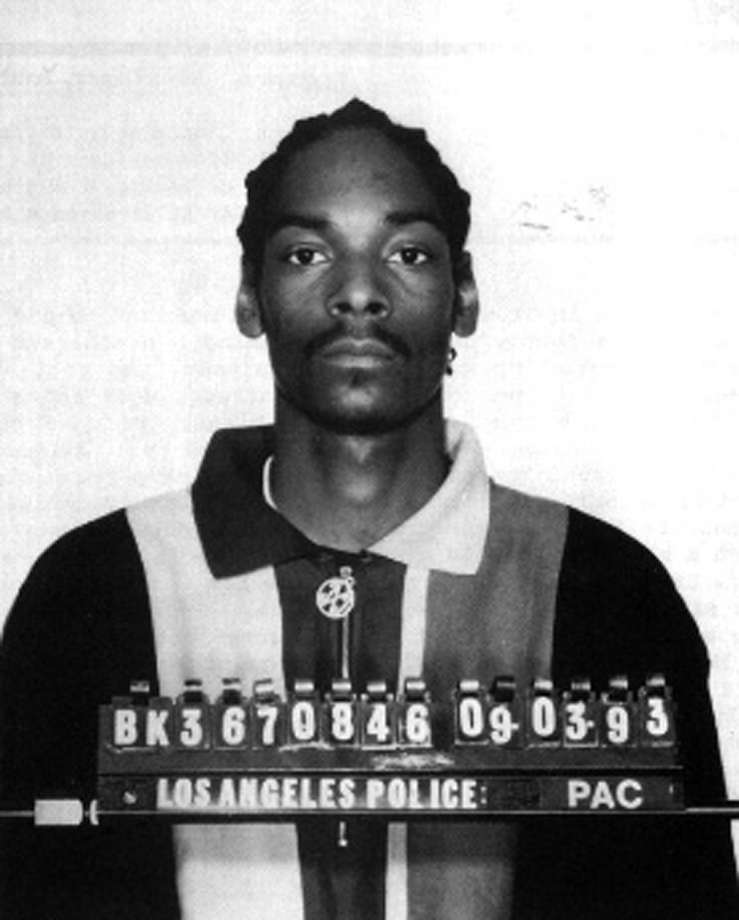
Snoop Dogg após ser preso em 1993 sob acusação de homicídio. Ele foi inocentado das acusações.

Em Fevereiro de 2022, uma mulher processou Snoop Dogg em 10 milhões de dólares, alegando que ele a agrediu sexualmente em Maio de 2013 após um show em Anaheim, Califórnia. Uma fonte representando Snoop Dogg negou a acusação.

## Em Portugal
O músico atuou pela primeira vez em Portugal a 4 de agosto de 2016 no Festival Sudoeste. Fez uma participação num single do cantor português David Carreira "A força está em nós". E em 2013, no mesmo festival, atuando como Snoop Dogg, apesar de já ter mudado o pseudônimo para Snoop Lion.

## Mudança de pseudônimo

### Snoop Lion
Em 31 de Julho de 2012, Snoop Dogg mudou seu pseudônimo para Snoop Lion. Snoop disse aos repórteres que esse nome lhe foi dado na Jamaica, por um padre Rastafari. Ele teria dito ainda que em seu novo álbum Reincarnated, "reencarnou" o músico Bob Marley.

### DJ Snoopadelic
Em comemoração aos 20 anos de lançamento do álbum de estreia Doggystyle Snoop o re-lançou em forma de remix e com a assinatura de DJ Snoopadelic, e passou a fazer shows em festivais de música eletrônica com essa assinatura.

### SnoopZilla
Em 2013, Snoop Dogg criou um novo pseudônimo chamado Snoopzilla. Snoop criou o pseudônimo para o seu novo projeto com Dâm-Funk. O nome Snoopzilla é em homenagem ao baixista funk Bootsy Collins, que se referia a ele próprio como Bootzilla.

## Discografia
Álbuns de estúdio
- 1993: Doggystyle
- 1996: Tha Doggfather
- 1998: Da Game Is to Be Sold, Not to Be Told
- 1999: No Limit Top Dogg
- 2000: Tha Last Meal
- 2002: Paid tha Cost to Be da Boss
- 2004: R&G (Rhythm & Gangsta): The Masterpiece
- 2006: Tha Blue Carpet Treatment
- 2008: Ego Trippin'
- 2009: Malice n Wonderland
- 2011: Doggumentary
- 2013: Reincarnated
- 2015: Bush
- 2016: Coolaid
- 2017: Neva Left
- 2018: Bible of Love
- 2019: I Wanna Thank Me
- 2021: From Tha Streets 2 Tha Suites
- 2021: Algorithm
- 2022: BODR
- 2024: Missionary

Álbuns colaborativos
- 1994: Murder Was the Case
- 2000: Tha Eastsidaz (Com Tray Deee e Goldie Loc como Tha Eastsidaz)
- 2001: Duces 'n Trayz: The Old Fashioned Way (Com Tray Deee e Goldie Loc como Tha Eastsidaz)
- 2004: The Hard Way (Com Nate Dogg e Warren G como 213)
- 2011: Mac & Devin Go to High School (Com Wiz Khalifa)
- 2013: 7 Days of Funk (Com Dâm-Funk como 7 Days of Funk)
- 2013: Royal Fam (Com Tha Broadus Boyz)
- 2016: Cuzznz (Com Daz Dillinger)
- 2022: Snoop Cube 40 $hort (Com Ice Cube, Too $hort e E-40 como Mount Westmore)

### Lista de singles número um
A seguinte lista contém os singles que alcançaram o primeiro local nas paradas musicais dos Estados Unidos, Bélgica, Austrália, Áustria, Canadá, Irlanda, Nova Zelândia, Reino Unido, França ou Suíça. Para uma lista completa de singles lançados, consulte discografia de singles de Snoop Dogg.
| Ano                        | Single                                                             | Posição-topo nas paradas | Posição-topo nas paradas | Posição-topo nas paradas | Posição-topo nas paradas | Posição-topo nas paradas | Posição-topo nas paradas | Posição-topo nas paradas | Posição-topo nas paradas | Posição-topo nas paradas | Posição-topo nas paradas | Posição-topo nas paradas | Posição-topo nas paradas | Posição-topo nas paradas | Posição-topo nas paradas |
| Ano                        | Single                                                             | EUA                      | EUA R&B                  | EUA Rap                  | EUA Dance                | AUS                      | AUT                      | DEN                      | BEL                      | IRL                      | NZL                      | SUI                      | GBR                      | FRA                      |                          |
| -------------------------- | ------------------------------------------------------------------ | ------------------------ | ------------------------ | ------------------------ | ------------------------ | ------------------------ | ------------------------ | ------------------------ | ------------------------ | ------------------------ | ------------------------ | ------------------------ | ------------------------ | ------------------------ | ------------------------ |
| 1992                       | "Nuthin' but a 'G' Thang" (com Dr. Dre)                            | 2                        | 1                        | 1                        | 3                        | -                        | -                        | -                        | -                        | -                        | 39                       | -                        | 31                       | -                        |                          |
| 1993                       | "Fuck wit Dre Day" (com Dr. Dre)                                   | 8                        | 6                        | 13                       | 1                        | -                        | -                        | -                        | -                        | -                        | 49                       | -                        | 59                       | -                        |                          |
| 1993                       | "What's My Name?"                                                  | 8                        | 8                        | 1                        | 43                       | 13                       | -                        | -                        | 22                       | -                        | 4                        | 21                       | 20                       | 11                       |                          |
| 1994                       | "Gin and Juice"                                                    | 8                        | 13                       | 1                        | 1                        | 49                       | -                        | -                        | -                        | -                        | 11                       | -                        | 39                       | -                        |                          |
| 1999                       | "Chin Check" (com N.W.A.)                                          | -                        | -                        | 1                        | -                        | -                        | -                        | -                        | -                        | -                        | -                        | -                        | -                        | -                        |                          |
| 2000                       | "Baby if You're Ready"                                             | -                        | 28                       | 1                        | -                        | 26                       | -                        | -                        | -                        | -                        | -                        | -                        | -                        | -                        |                          |
| 2000                       | "Bow Wow (That's My Name)" (com Bow Wow)                           | 21                       | 9                        | 1                        | -                        | 6                        | -                        | -                        | -                        | 13                       | 17                       | 4                        | 2                        | 2                        |                          |
| 2003                       | "Beautiful                                                         | 6                        | 3                        | 2                        | -                        | 4                        | 4                        | 1                        | 14                       | 1                        | 4                        | 1                        | 2                        | 39                       |                          |
| 2003                       | "P.I.M.P." (com 50 Cent)                                           | 3                        | 2                        | 1                        | -                        | 2                        | 12                       | 5                        | 10                       | 4                        | 2                        | 4                        | 5                        | 25                       |                          |
| 2004                       | "Drop It Like It's Hot                                             | 1                        | 1                        | 1                        | -                        | 4                        | 9                        | 2                        | 9                        | -                        | 1                        | 3                        | 10                       | 21                       |                          |
| 2005                       | "Signs"                                                            | 46                       | -                        | -                        | -                        | 1                        | 5                        | 3                        | 11                       | 2                        | 4                        | 5                        | 2                        | 13                       |                          |
| 2006                       | "Say Somethin'" (com Mariah Carey)                                 | 79                       | -                        | -                        | 1                        | 26                       | -                        | -                        | 3                        | 23                       | -                        | 55                       | 27                       | -                        |                          |
| 2006                       | "Buttons" (com Pussycat Dolls)                                     | 3                        | -                        | -                        | 1                        | 1                        | 1                        | 4                        | 4                        | 4                        | 1                        | 3                        | 3                        | 12                       |                          |
| 2006                       | "I Wanna Fuck You" (com Akon)                                      | 1                        | 3                        | 3                        | -                        | 6                        | 29                       | 2                        | 13                       | 2                        | 2                        | 16                       | 3                        | -                        |                          |
| 2007                       | "Sexual Eruption"                                                  | 7                        | 5                        | 10                       | 1                        | 5                        | 40                       | 11                       | 2                        | -                        | 10                       | 22                       | 24                       | -                        |                          |
| 2009                       | "Bottle Pop" (com The Pussycat Dolls)                              | -                        | -                        | -                        | 1                        | 5                        | -                        | -                        | 5                        | -                        | 17                       | -                        | -                        | -                        |                          |
| 2010                       | "We Are the World 25 for Haiti" (como membro do Artists for Haiti) | 2                        | -                        | -                        | -                        | 18                       | -                        | 10                       | 1                        | 9                        | 8                        | -                        | 50                       | -                        |                          |
| 2010                       | "California Gurls" (com Katy Perry)                                | 1                        | -                        | -                        | 1                        | 1                        | 2                        | 5                        | 6                        | 1                        | 1                        | 4                        | 1                        | 5                        |                          |
| 2010                       | "Wet / Sweat" (vs.David Guetta)                                    | 113                      | 40                       | 18                       | 4                        | 1                        | 1                        | 10                       | 1                        | 3                        | 5                        | 2                        | 2                        | 1                        |                          |
| 2011                       | "Young, Wild & Free" (com Wiz Khalifa)                             | 7                        | 56                       | 4                        | 1                        | 4                        | 17                       | 19                       | 9                        | 33                       | 2                        | 6                        | 12                       | 6                        |                          |
| 2014                       | "Wiggle" (com Jason Derulo)                                        | 5                        | 2                        | -                        | -                        | 3                        | 4                        | 7                        | 1                        | 9                        | 9                        | 8                        | 1                        | 4                        |                          |
| Total de singles número um | Total de singles número um                                         | 3                        | 2                        | 8                        | 8                        | 4                        | 2                        | 1                        | 3                        | 2                        | 3                        | 1                        | 2                        | 1                        |                          |

## Filmografia
| Ano  | Filme                                        | Papel                               | Notas                                                                                                  |
| ---- | -------------------------------------------- | ----------------------------------- | --- |
| 1994 | Murder Was the Case                          |                                     | |
| 1998 | Caught Up                                    | Kool Kitty Kat                      | |
| 1998 | Half Baked                                   | aparição                            | |
| 1998 | Da Game of Life                              | Smooth                              | |
| 1998 | Hot Boyz                                     | Christoper "C-Dawg" Ferrell         | |
| 1998 | Ride                                         |                                     | |
| 1999 | Whiteboyz                                    |                                     | |
| 2000 | Tha Eastsidaz                                |                                     | |
| 2000 | Up in Smoke Tour                             | Demba                               | |
| 2001 | Baby Boy                                     | Rodney                              | |
| 2001 | Training Day                                 | Blue                                | |
| 2001 | King of the Hill                             | Voz                                 | |
| 2001 | Bones                                        | Jimmy Bones                         | |
| 2001 | The Wash                                     | Dee Loc                             | |
| 2001 | Malibu's Most Wanted                         | Voz                                 | |
| 2003 | Old School                                   | Ele mesmo                           | |
| 2004 | Starsky & Hutch                              | Huggy Bear Brown                    | |
| 2004 | Soul Plane                                   | Captain Mack                        | |
| 2004 | Volcano High                                 |                                     | |
| 2005 | Boss'n Up                                    | Ele mesmo                           | |
| 2005 | Racing Stripes                               | Voz                                 | |
| 2006 | The Tenants                                  |                                     | |
| 2006 | Weeds                                        | Ele mesmo                           | |
| 2006 | Hood of Horror                               | Hound of Hell/Devon/Narrador        | |
| 2007 | Arthur and the Invisibles                    | Voz                                 | |
| 2007 | Monk                                         |                                     | Durante os créditos de abertura, ele cobriu a canção-título de Randy Newman "It's a Jungle out There". |
| 2007 | The Boondocks                                |                                     | |
| 2007 | Roast of Flavor Flav                         |                                     | |
| 2007 | Singh Is Kinng                               | Ele mesmo                           | |
| 2008 | Snoop Dogg's Father Hood                     | Ele mesmo                           | |
| 2009 | Futurama: Into the Wild Green Yonder         | Voz                                 | |
| 2009 | Dogg After Dark                              | Ele mesmo                           | |
| 2009 | Xavier: Renegade Angel                       | Voz                                 | |
| 2009 | Brüno                                        | aparição                            | |
| 2009 | Falling Up                                   | Raul                                | |
| 2010 | Down for Life                                | Mr. Hightower                       | |
| 2010 | One Life to Live                             | Calvin Broadus                      | |
| 2010 | Straight Outta L.A.                          | Ele mesmo                           | |
| 2010 | Freaknik: The Musical                        | um membro da gangue Armadilha Jesus | |
| 2010 | Malice n Wonderland                          | Malice                              | |
| 2010 | Big Time Christmas                           | Ele mesmo                           | |
| 2011 | 90210 (TV series)                            | Ele mesmo                           | |
| 2011 | Morte Por Encomenda                          | Puss                                | |
| 2011 | Roast of Donald Trump                        |                                     | |
| 2012 | Mac & Devin Go to High School                | Mac Johnson                         | |
| 2012 | Reincarnated                                 | Ele mesmo                           | (Documentário sobre mudança para Snoop Lion)                                                           |
| 2012 | Black Dynamite                               |                                     | |
| 2013 | Scary Movie 5                                |                                     | |
| 2013 | Turbo                                        |                                     | |
| 2015 | Pitch Perfect 2                              | Ele mesmo                           | |
| 2019 | Dolemite Is My Name                          |                                     | Filme original Netflix                                                                                 |
| 2020 | The SpongeBob Movie: It's a Wonderful Sponge |                                     | |
| 2023 | House Party                                  |                                     | |

## Prêmios
Snoop Dogg também foi um juiz para os 7 anual Independent Music Awards para apoiar carreiras de artistas independentes.